# Bajlovce
Bajlovce (macedónul: Бајловце) település Észak-Macedóniában, az Északkeleti körzetben, Sztaro Nagoricsane községben.

## Népesség
| Lakosok száma | 792  | 776  | 707  | 536  | 328  | 182  | 153  | 129  | 61   |
|               | 1948 | 1953 | 1961 | 1971 | 1981 | 1991 | 1994 | 2002 | 2021 |

- 2002-ben 129 lakosa volt, akik közül 126 macedón, 2 szerb és 1 egyéb.